# Martin Mwamba
Martin Mwamba (ur. 6 listopada 1964) – zambijski piłkarz grający na pozycji bramkarza. W swojej karierze rozegrał 2 mecze w reprezentacji Zambii.

## Kariera klubowa
W swojej karierze piłkarskiej Mwamba grał w klubie Power Dynamos.

## Kariera reprezentacyjna
W reprezentacji Zambii Mwamba zadebiutował 6 kwietnia 1994 roku w wygranym 4:0 półfinałowym meczu Pucharu Narodów Afryki 1994 z Mali (4:0), rozegranym w Tunisie. Na tym turnieju nie rozegrał więcej spotkań, a z Zambią wywalczył wicemistrzostwo Afryki. W kadrze narodowej rozegrał 2 mecze, oba w 1994 roku.